# Bulolia ocellata
Bulolia ocellata là một loài nhện trong họ Salticidae.
Loài này thuộc chi Bulolia. Bulolia ocellata được Marek Żabka miêu tả năm 1996.